# Alexandre Afanassiev
Pour les articles homonymes, voir Afanassiev.
Alexandre Nikolaïevitch Afanassiev, en russe : Александр Николаевич Афанасьев, né à Bogoutchar, le 11 juillet 1826 (23 juillet dans le calendrier grégorien) et mort à Moscou, le 23 septembre 1871 (5 octobre dans le calendrier grégorien), est moins un folkloriste russe qu'un rassembleur et éditeur de contes populaires russes. Il a rassemblé et publié presque six cents contes traditionnels, dont des contes merveilleux, ce qui constitue de loin la plus grande collection de ce genre jamais publiée.
Son premier recueil paraît en huit fascicules entre 1855 et 1867, et lui vaut d'être comparé aux frères Grimm.

## Biographie
Alexandre Afanassiev naît le 11/23 juillet 1826, à Bogoutchar, près de Voronej. Il fréquente le gymnasium de Voronej, avant d'aller étudier le droit à l'université de Moscou, où il assiste aux cours des historiens Constantin Kaveline et Timofeï Granovski.

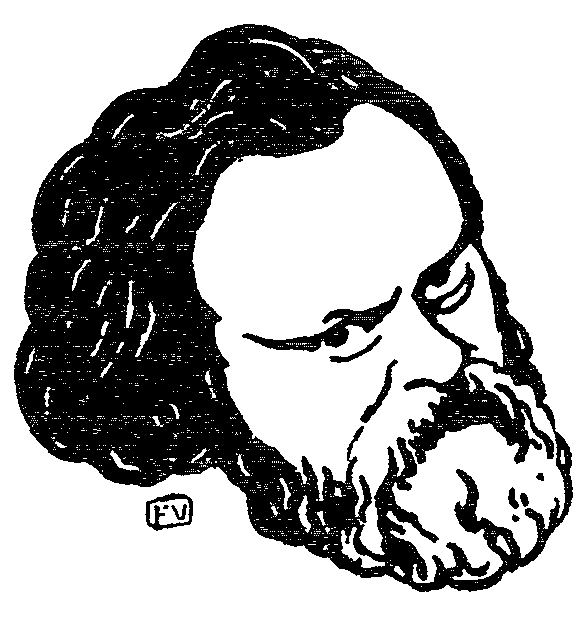
Alexandre Herzen. Dessin (1895) de Félix Vallotton.

Dès 1847, alors qu'il est encore étudiant, il collabore à plusieurs périodiques dont Le Contemporain et Les Annales de la Patrie. Il publie entre autres une série d'articles sur la vie littéraire au XVIIIe siècle, et notamment sur Antioche Cantemir, Nikolaï Novikov et Denis Fonvizine, ainsi que plusieurs articles traitant de l'histoire du droit et de la littérature.
En 1849, Afanassiev est nommé conservateur des Archives moscovites du Ministère des Affaires étrangères, poste qu'il occupe jusqu'à ce que, en 1862, il ne soit contraint de l'abandonner après les remous causés par la publication de ses Légendes religieuses populaires russes (il a fait l'objet d'une note défavorable du prince Golitsyne au tsar Alexandre II).
Il appartenait à la mouvance d'Alexandre Herzen, de tendance progressiste et, notamment pour cette raison, il fut victime de censure de la part des autorités.
Atteint de tuberculose, Afanassiev termine sa vie dans la pauvreté, étant même contraint de vendre sa bibliothèque pour s'acheter de quoi se nourrir. Il meurt le 23 septembre/5 octobre 1871, âgé de quarante-cinq ans, à Moscou, où il est inhumé.

## Œuvre

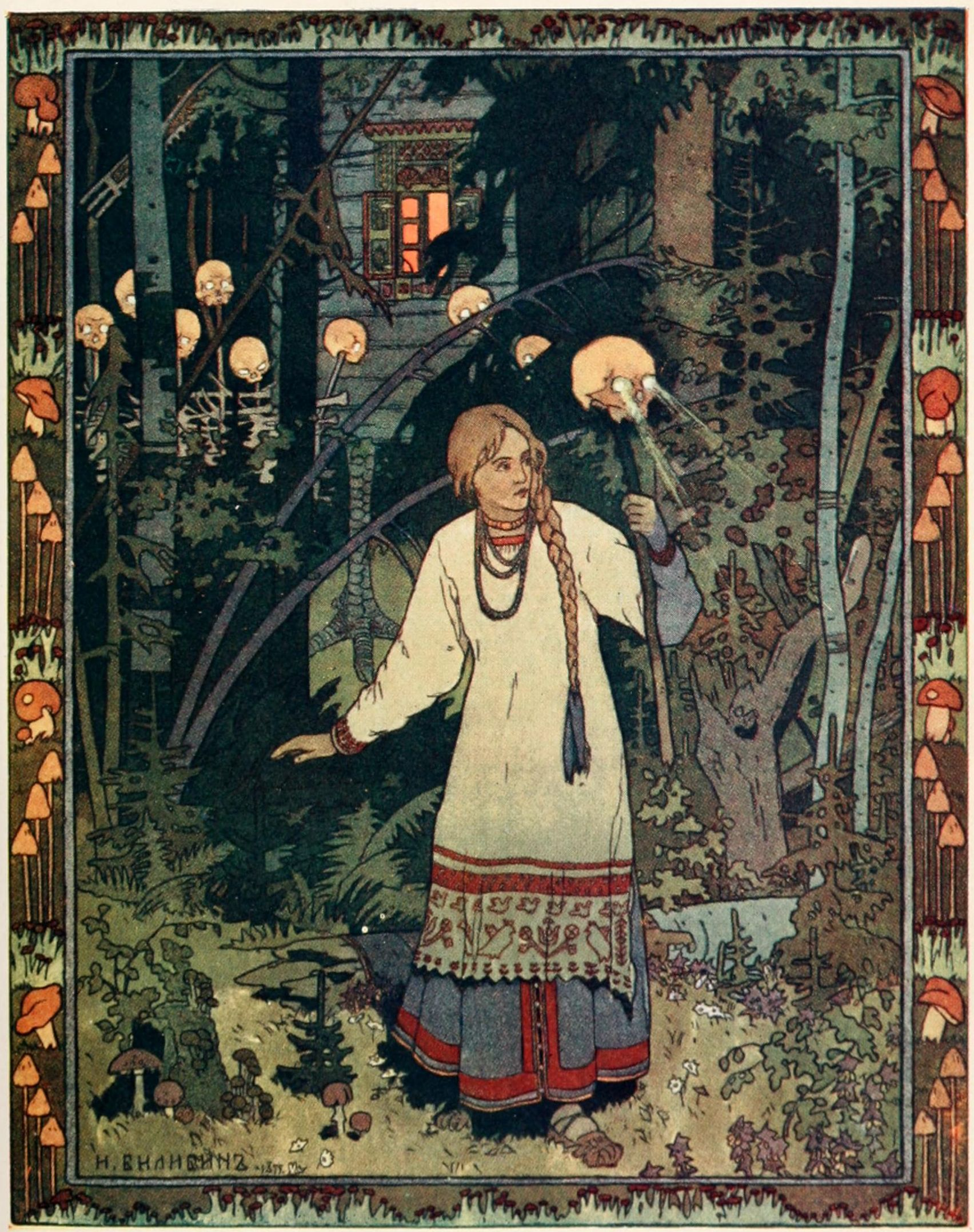
Vasilissa. Illustration (1899) d'un conte d'Afanassiev par Ivan Bilibine.

C'est dans les années 1850 qu'Afanassiev se découvre une vocation pour les études folkloriques. Ses premiers articles savants – « Sorciers et Sorcières » (« Ведун и ведьма », 1851), « Sorcellerie dans l'ancienne Rus' », « Légendes païennes sur l'île de Bouïane » (« Языческие предания об острове Буяне' », 1858) – étaient largement inspirés par ce qu'on appelle l'école mythologique, qui traitait le folklore comme une mine d'informations pouvant servir à l'étude d'une mythologie païenne plus ancienne.
Dès le début des années 1850, alors qu'il est déjà connu par des ouvrages d'histoire et de mythologie russes, Afanassiev commence à penser à un recueil de contes. C'est alors qu'il est sollicité par la Société russe de géographie de Saint-Pétersbourg (section ethnographie) pour publier les archives de contes que celle-ci détenait depuis environ dix ans. Ces archives sont au point de départ de son recueil. Afanassiev y sélectionne soixante-quatorze contes. Il y joint sa propre collecte (une dizaine de contes, provenant de sa province natale de Voronège), l'immense collection de Vladimir Dahl dont il retient cent quarante-huit textes (sur plus de mille), en plus de quelques collectes moins connues. Il y adjoint des contes déjà publiés (dont « Maria Marievna », « L'Oiselle de feu et le loup gris »), des contes tirés des chants épiques, des récits sur les morts, quelques textes satiriques du Moyen Âge (« Le Jugement de Chémiaka »), des anecdotes. Son recueil est la somme de tout ce que la civilisation russe, paysanne, mais aussi urbaine, avait produit dans ce domaine avant 1855. Afanassiev n'est donc pas un collecteur, il est un éditeur de contes d'archives et un rassembleur de nouvelles collectes de contes. Sa première publication des Contes populaires russes (« Narodnye russkie skazki ») comporte huit fascicules publiés entre 1855 et 1863. Dans la deuxième édition (1871), qu'il avait préparée mais qui sortit après sa mort, il classe les contes (près de six cents) en trois parties : contes d'animaux, contes merveilleux, contes dits réalistes. Ce classement a été conservé depuis lors. Le succès du recueil a été immédiat en Russie et ne s'est jamais démenti. Il en existe cinq éditions complètes annotées ; les éditions partielles ou pour enfants sont innombrables. Les sujets de contes ont été repris par des écrivains, des compositeurs comme Rimski-Korsakov, Stravinsky, Prokofiev, des illustrateurs comme Ivan Bilibine et Viktor Vasnetsov. Il existe des traductions partielles ou complètes en anglais, français, allemand…
Afanassiev publie à part Les Légendes religieuses populaires russes (Русские народные легенды – Russkie narodnye legendy), en 1860. Le livre comprend trente-trois contes religieux populaires qui mettent en scène Dieu/Bog, les saints, le Christ, mais aussi des membres du clergé, souvent caricaturés. Le livre est interdit par la pointilleuse censure de l'Empire russe, le Saint-Synode considérant le recueil comme blasphématoire : le métropolite Philarète déclare que « les légendes publiées par Afanassiev sont entièrement blasphématoires et immorales. Elles offensent le sentiment de piété et la propriété. La religion doit être mise à l'abri d'une telle profanation ».
De 1865 à 1869, Afanassiev, indoeuropéaniste convaincu, publie les trois tomes des Conceptions poétiques des Slaves sur la Nature (Поэтические воззрения славян на природу – Poetitcheskie vozzreniia slavjan na prirodu), dans lesquels il s'efforce de retrouver les croyances depuis longtemps disparues des Slaves et des Indoeuropéens. Dans trois tomes de 700 pages chacun, il fournit une masse considérable de documents et d'informations sur le folklore russe et européen, sur l'histoire de la Russie, sur le paganisme tel qu'on pouvait l'envisager à l'époque. Toutes les informations qu'il fournit restent encore fiables de nos jours. On ne peut en dire autant de ses interprétations, faites dans le style de l'école mythologique du moment. Ainsi, il interprète le conte Vassilissa la Belle comme une représentation du conflit entre la lumière du soleil (Vassilissa), la tempête (sa marâtre), et les nuages sombres (ses demi-sœurs). Par la suite, à l'époque soviétique, les tentatives de réédition de l'ouvrage se heurteront à une nouvelle censure.
Avant sa mort, Afanassiev édite encore un recueil en deux volumes de contes à destination des enfants (Русские детские сказки – Russkie detskie skazki, 1871), contenant un choix de contes d'animaux, contes merveilleux et contes facétieux adaptés au jeune public.
Parmi les contes retenus par Afanassiev figuraient des contes licencieux (réunis dans le manuscrit Русские заветные сказки' – Russkie zavetnye skazki, Contes secrets russes). Ils ont été édités anonymement en Suisse, à Genève, vers 1872, quelque temps après la mort du chercheur, leurs sujets obscènes et anticléricaux rendant impensable leur publication dans la Russie impériale. Ces contes ne seront publiés en Russie qu'en 1991.

## Influence

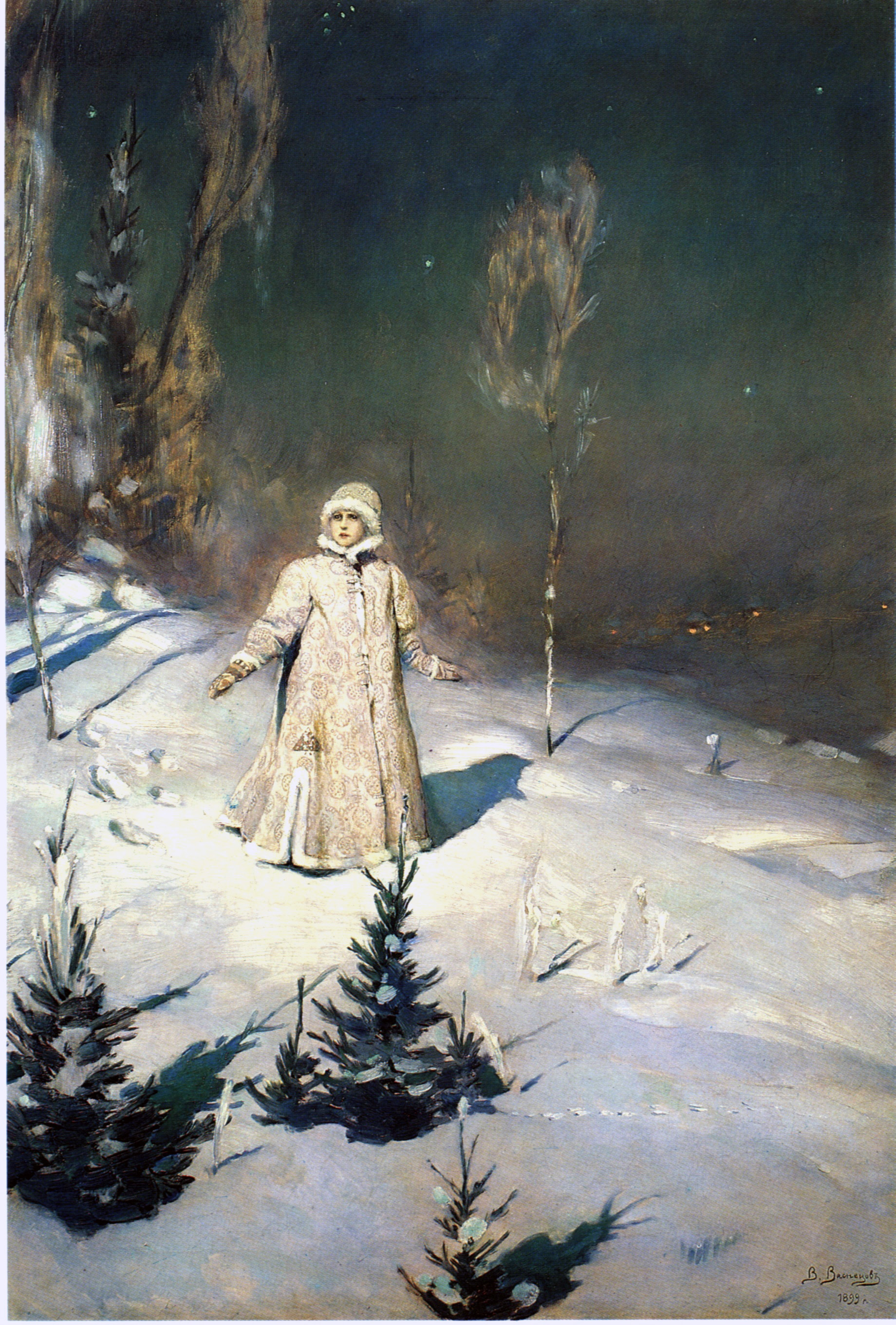
Snégourotchka. Illustration (1899) d'un conte d'Afanassiev par Viktor Vasnetsov.

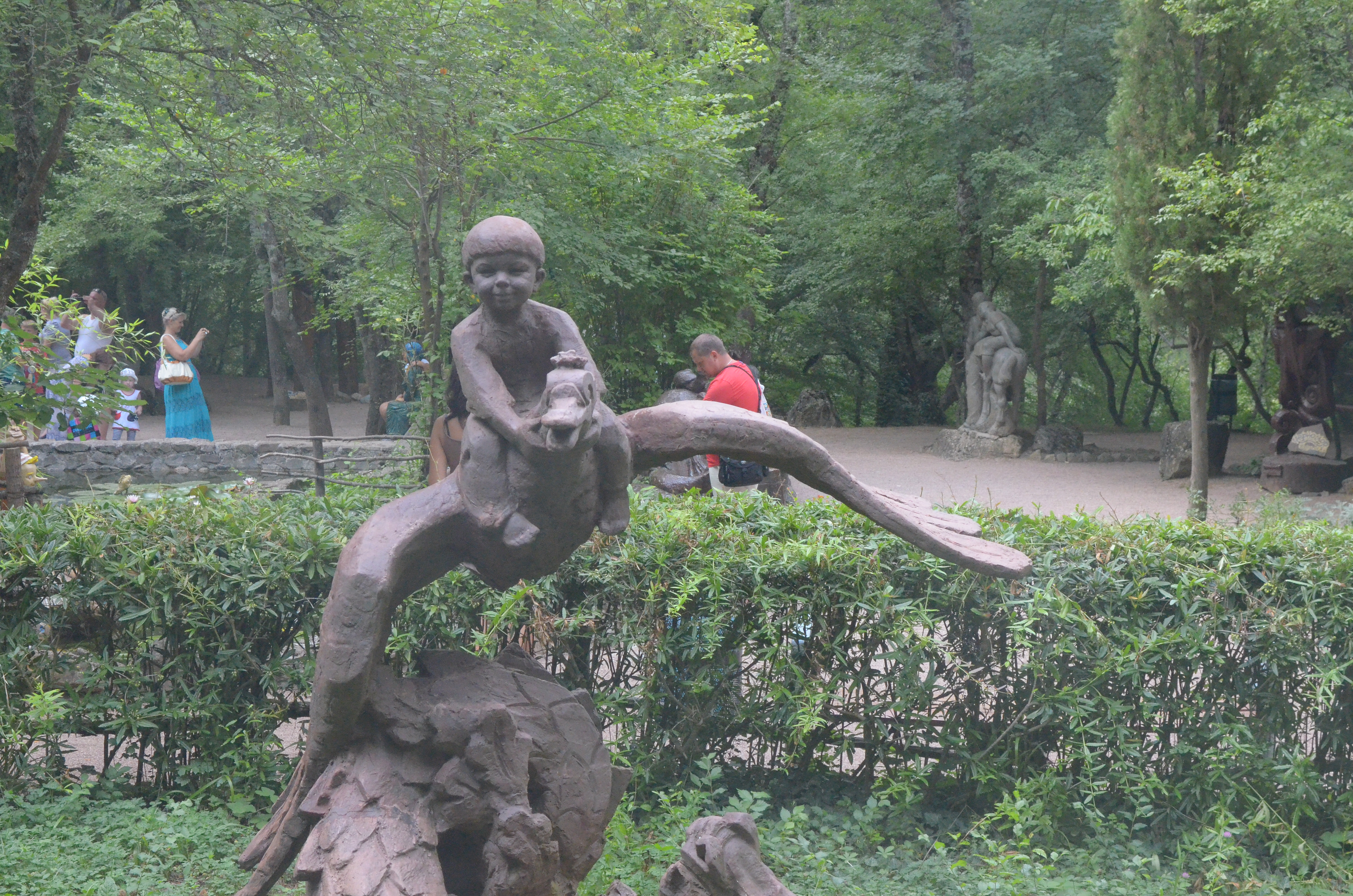
Thème de la Cane aux œufs d'or, des Contes du dragon utilisés dans l'imagerie de la Prairie des Contes de Fées de Yalta.

Avant les travaux d'Afanassiev, commencés avant les années 1850, bien peu avait été fait dans le domaine des croyances et des traditions populaires de la Russie paysanne. La langue écrite russe, dérivée du slavon d'Église, était une langue de propagande religieuse, servant uniquement les besoins de l'Église et rejetant, voire censurant, tout texte profane. Ce n'est qu'à partir du  XVIIIe siècle, avec les réformes de Pierre Ier, qu'apparaît une libéralisation de l'écriture, laissant passer de plus en plus d'œuvres d'inspiration profane. L'œuvre d'Afanassiev a largement contribué à la connaissance, la propagation et la légitimation de la culture et des croyances populaires russes.
On peut également apprécier l'influence des contes d'Afanassiev sur bon nombre d'écrivains et de compositeurs, notamment Nikolaï Rimski-Korsakov (Sadko, Snégourotchka), Serge Prokofiev (Chout - le bouffon) et Stravinsky (L'Oiseau de feu, Petrouchka et l'Histoire du soldat).
Certains contes rassemblés et classés par Afanassiev – les contes merveilleux, no 50 à 151 – serviront par ailleurs de base d'analyse à Vladimir Propp pour sa Morphologie du conte (1928), ouvrage fondamental en ce qui concerne l'étude de la composition du conte merveilleux (et des conséquences que cela a pu avoir secondairement sur le structuralisme littéraire). La seconde édition des contes d'Afanassiev, et le travail de classement opéré par celui-ci, inspirera également le Finlandais Antti Aarne pour établir la classification des contes en contes-types, travail continué par l'Américain Stith Thompson (classification Aarne-Thompson), comme on peut le noter du fait que la numérotation des types de cette classification est souvent identique à celle d'Afanassiev, comme l'est la division en grandes catégories : contes d'animaux, contes merveilleux, contes de la vie de tous les jours.

## Œuvres en français
- Contes secrets russes, Isidore Liseux, 1891. Édition unique tirée à 220 exemplaires, 256 p.
- Contes populaires russes d'Afanassiev, Maisonneuve et Larose, 1988, 1990, 1992, introduction, annotation, traduction par Lise Gruel-Apert ; réimpression 2000 ; Maisonneuve et Larose, 2003, traduction Lise Gruel-Apert, épuisés. Nouvelle édition complétée avec nouvelle introduction par L. Gruel-Apert ; postface de Tatiana Grigorievna Ivanova  parue chez Imago (3 tomes, 2009-2010) :  (ISBN 978-2-84952-071-0),  (ISBN 978-2-84952-080-2),  (ISBN 978-2-84952-093-2). Nouvelle édition 2014.
- Contes érotiques russes, Le Serpent à plumes, 2002  (ISBN 2-84261-339-2)
- Du côté des frères Grimm et d'Alexandre Afanassiev. Quelques collectes de contes européens. Actes du colloque de septembre 2011 organisé par la Bibliothèque nationale de France, Paris 2013. Articles sur Afanassiev de Lise Gruel-Apert et Tatiana Grigorievna Ivanova.
- Éditions pour enfants :
  - Contes de la renarde, illustrations de Florence Koenig, Hachette jeunesse, collection Bibliothèque rose, 1994. Contes à partir de 7 ans.
  - Contes du dragon, illustré par Florence Koenig, Hachette jeunesse, collection Bibliothèque rose, 1995. Contes à partir de 6 ans.
  - Contes du prince Ivan, illustré par Lybé, Hachette jeunesse, Coll. Bibliothèque rose, 1994. Contes à partir de 7 ans.